# Calocybe
Calocybe là một chi nấm gồm 40 loài, gồm cả Calocybe gambosa, là loài nấm ăn được và Calocybe indica, là loài nấm ăn được và được trồng ở Ấn Độ. Danh pháp lấy từ tiếng Hy Lạp cổ kalos "đẹp", và cubos "đầu". Có khoagr 9 loài được tìm thấy ở các xứ neotropical.

## Loài
- Calocybe alneti
- Calocybe atropapillata
- Calocybe bipigmentata
- Calocybe carnea
- Calocybe cerina
- Calocybe chrysenteron
- Calocybe civilis
- Calocybe clusii
- Calocybe coniceps
- Calocybe constricta
- Calocybe cyanea (Puerto Rico, Brazil)
- Calocybe cyanella
- Calocybe cyanocephala
- Calocybe eborina
- Calocybe fallax
- Calocybe gambosa
- Calocybe georgii
- Calocybe indica
- Calocybe ionides
- Calocybe onychina
- Calocybe rubra

## Hình ảnh

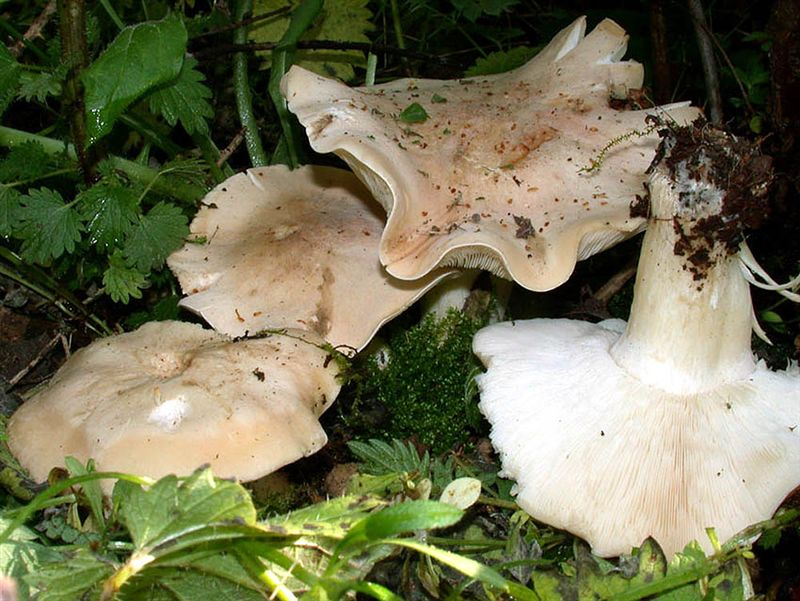
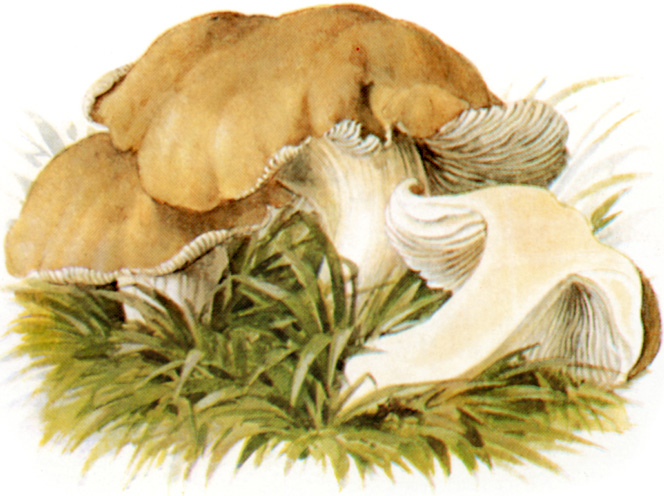
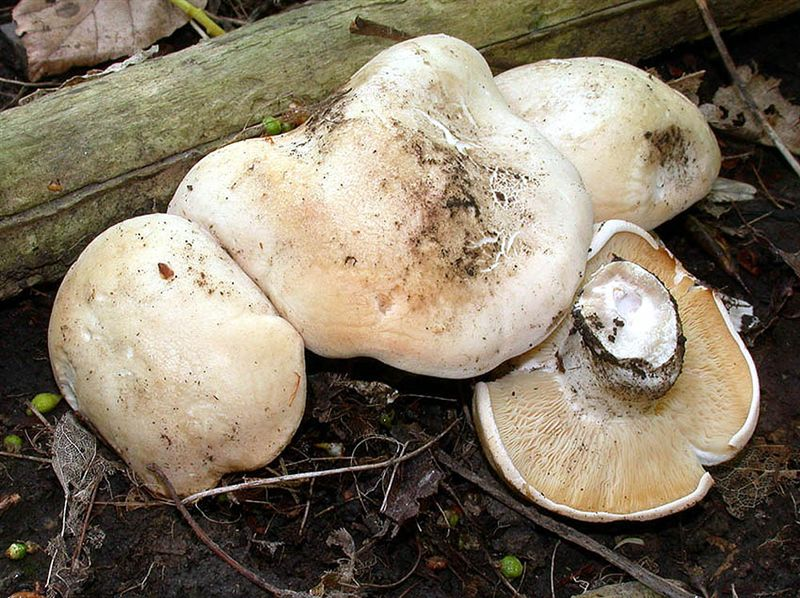

## Links
- Calocybe  trên Index Fungorum.
- Milky Mushroom Cultivation